# Gabriele Crusius
Gabriele Crusius (* 31. Oktober 1938 in Kiel; † 11. Juli 2023 in Oldenburg) war eine deutsche Historikerin und Bibliothekarin.

## Leben und Wirken
Gabriele Crusius studierte Geschichte, Germanistik, Philosophie, Pädagogik und Kunstgeschichte an der Universität Göttingen und legte 1967 das Staatsexamen für den höheren Schuldienst ab. Im gleichen Jahr trat sie als Bibliotheksreferendarin an der Staats- und Universitätsbibliothek Bremen in die Ausbildung für den höheren Bibliotheksdienst und absolvierte 1969 bei der Staats- und Universitätsbibliothek Hamburg die Fachprüfung hierfür. Von 1969 bis 1974 arbeitete sie dann als wissenschaftliche Bibliothekarin an der Staats- und Universitätsbibliothek Bremen. Von 1974 bis 2003 war sie dann an der Universitätsbibliothek Bielefeld tätig.
Erst während ihres Ruhestands promovierte sie mit einer bibliotheksgeschichtlichen Arbeit bei Ernst Hinrichs an der Universität Oldenburg.
Gabriele Crusius hat sich vor allem mit ihren wissenschaftlichen Arbeiten zur Geschichte der Landesbibliothek Oldenburg, über Oldenburgische Gelehrte und ihre Privatbibliotheken einen Namen gemacht.

## Veröffentlichungen
- Gründung und Frühgeschichte der Herzoglichen Öffentlichen Bibliothek in Oldenburg (1792–1847) (= Schriften der Landesbibliothek Oldenburg, Bd. 10). Holzberg, Oldenburg 1981, ISBN 3-87358-131-0. Wieder abgedruckt in: Gabriele Crusius/Klaus-Peter Müller (Hrsg.): Zur „Erleichterung der Erwerbung nützlicher Kenntnisse“ und „Verbreitung des guten Geschmacks“. Die Geschichte der Landesbibliothek Oldenburg von 1792 bis 1987 (= Schriften der Universitätsbibliothek Oldenburg, Bd. 66). Isensee, Oldenburg 2017, S. 1–44, ISBN 978-3-7308-1371-3.
- Briefe als Quellen der Privatbibliotheksgeschichte. In: Wolfenbütteler Notizen zur Buchgeschichte, Bd. 10 (1985), S. 1–16.
- Georg Friedrich Brandes und seine Bibliothek. Ein Beitrag zur Kultur- und Bildungsgeschichte des Hannoveranischen Staatsprinzipats im 18. Jahrhundert. In: Euphorion, Bd. 80 (1986), S. 93–103.
- Georg Friedrich Brandes und seine Bibliothek. In: Vorträge in der Landesbibliothek Oldenburg (= Schriften der Landesbibliothek Oldenburg, Bd. 25). Holzberg, Oldenburg 1991, S. 57–78, ISBN 3-87358-372-0.
- Gerhard Anton Gramberg und seine Bibliothek. In: Egbert Koolman (Hrsg.): Ex Bibliotheca Oldenburgensi. Bibliothekarische Untersuchungen aus Anlaß des 200jährigen Bestehens der Landesbibliothek Oldenburg (= Schriften der Landesbibliothek Oldenburg, Bd. 26). Holzberg, Oldenburg 1992, S. 67–96, ISBN 3-87358-380-1.
- Medizin und Kultur im Oldenburg der Spätaufklärung. Zur Gestalt des Gerhard Anton Gramberg (1744–1818). In: Oldenburger Jahrbuch, Bd. 95 (1995), S. 49–72.
- (Bearb.): „Leben und wirken Sie noch lange für Wahrheit, Wissenschaft und Geschmack!“ Briefe des Oldenburger Arztes und Schriftstellers Gerhard Anton Gramberg an den Berliner Buchhändler und Schriftsteller Friedrich Nicolai aus der Zeit zwischen 1789 und 1808 (= Oldenburger Forschungen, N.F., Bd. 14). Isensee, Oldenburg 2001, ISBN 3-89598-755-7.
- Aufklärung und Bibliophilie. Der Hannoveraner Sammler Georg Friedrich Brandes und seine Bibliothek (= Beihefte zum Euphorion, Bd. 54). Winter, Heidelberg 2008, ISBN 3-8253-5422-9 (Dissertation Universität Oldenburg).
- (Mitarb.): Sammelkultur im Geist der Aufklärung. Die Bibliothek des Hannoveraner Beamten Georg Friedrich Brandes in der Landesbibliothek Oldenburg ; [Begleitbuch zur Ausstellung vom 25. November 2010 bis 26. Februar 2011 in der Landesbibliothek Oldenburg] (= Schriften der Landesbibliothek Oldenburg, Bd. 51). Winter, Heidelberg 2010, ISBN 3-8253-5762-7.
- „Ich bin mit dem Herrn von Heineke in Correspondenz gerathen“. Vier Briefe des Geheimen Kanzleisekretärs Georg Friedrich Brandes an Karl Georg von Heineken. In: Euphorion, Bd. 112 (2018), S. 237–251.